# Senica
Senica (in ungherese Szenice, in tedesco Senitz) è una città della Slovacchia, capoluogo del distretto omonimo, nella regione di Trnava.
Ha dato i natali al patriota e poeta Viliam Pauliny-Tóth e al pittore Ján Mudroch.

## Storia
La prima menzione di Senica in un documento storico risale al 1256, in un documento di re Béla IV d'Ungheria. Nella seconda metà del XIII secolo la città appartenne alla signora degli Abov, all'inizio del XIV secolo fu acquistata da Matúš Čák. Nel 1396 ottenne i privilegi di città. Nel 1419 ottenne da re Sigismondo di Lussemburgo il diritto di tenere mercati annuali e l'esenzione da pedaggi e altri tributi.

## Monumenti
- La cappella del cimitero, dedicata a Sant'Anna, edificio gotico con abside poligonale, senza campanile, dell'inizio del XV secolo. Si trova presso la chiesa parrocchiale cattolica ed è il più antico edificio della città. Nel XVIII secolo sotto la cappella fu costruita una cripta con volta a botte. Nel 1754 l'ingresso della cripta fu coperto da una lapide. Alla cappella si accede attraverso un portale gotico con arco a sesto acuto. Degli elementi architettonici medievali si conservano due finestre con trafori in pietra. All'interno sulla parete meridionale si trova un resto di colonna.[3]

- La chiesa parrocchiale cattolica della Visitazione della Beata Vergine Maria, edificio rinascimentale a tre navate che termina in un presbiterio di pari larghezza, con una torre campanaria sulla facciata anteriore, risale al 1631. La chiesa fu costruita come luogo di culto evangelico, ma in epoca controriformistica nel 1654 fu adibita al culto cattolico. La decorazione pittorica fu eseguita nel 1719. Fra il 1754 e il 1788 fu trasformata secondo i canoni dell'architettura barocca e in quest'occasione fu aggiunto il campanile. Vi si trovano un altare della Beata Vergine Maria della seconda metà del XVII secolo, un altare laterale di Sant'Anna della fine dello stesso secolo, un pulpito barocco della metà del XVIII secolo e un fonte battesimale neoclassico in pietra della prima metà del XIX secolo.[4]

- La chiesa evangelica neoclassica a unica navata con presbiterio di pari larghezza e torre campanaria inserita nella facciata fu costruita fra il 1783 e il 1784, mentre la torre fu aggiunta nel 1794. Originariamente la torre sporgeva dall'edificio, ma nel 1882 la chiesa fu allungata, portandone la facciata in asse con la torre e le finestre, originariamente disposte in due ordini, vennero unite in finestroni più alti. L'altare della Crocifissione opera del pittore Oeser risale al 1884, l'organo è del 1829. Vi si trova un fonte battesimale dell'epoca della costruzione della chiesa.[5]

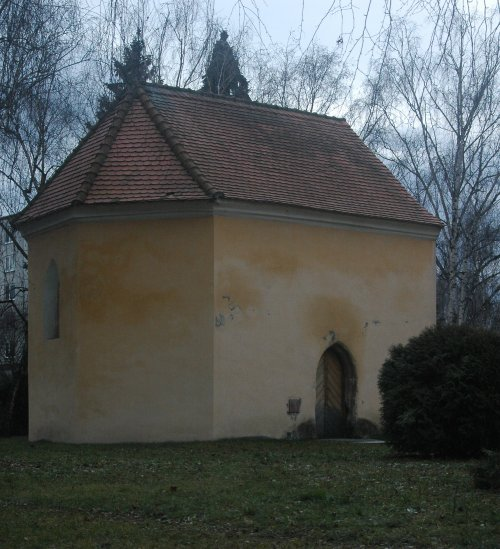
Cappella di Sant'Anna
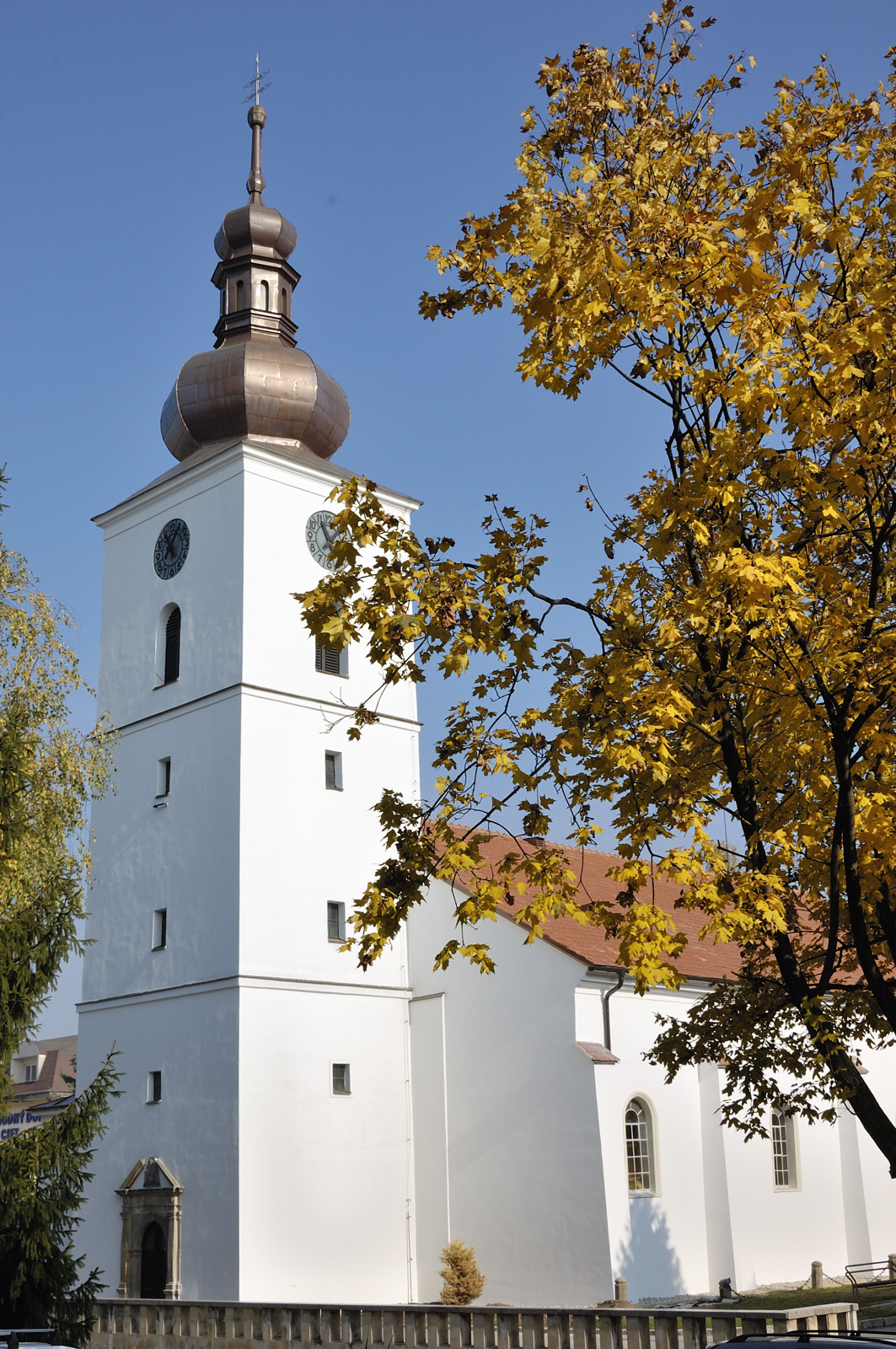
Chiesa della Visitazione della Beata Vergine Maria
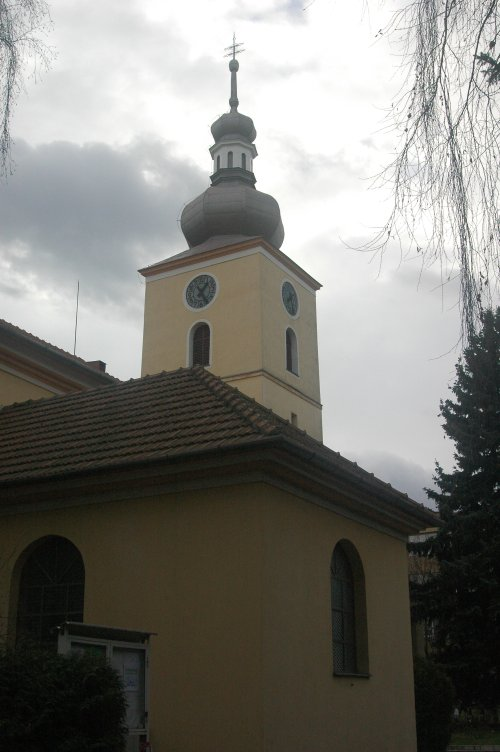
Chiesa della Visitazione della Beata Vergine Maria
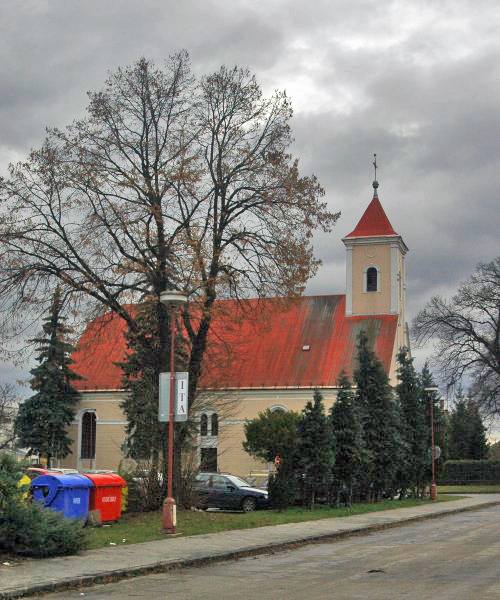
Chiesa evangelica

- Il castello tardo-barocco Machatka, a due piani con tetto mansardato, risale al 1760. Fu rinnovato negli anni 1970. Oggi ospita la Pinacoteca di Záhorie, dedicata a Ján Mudroch.[6]

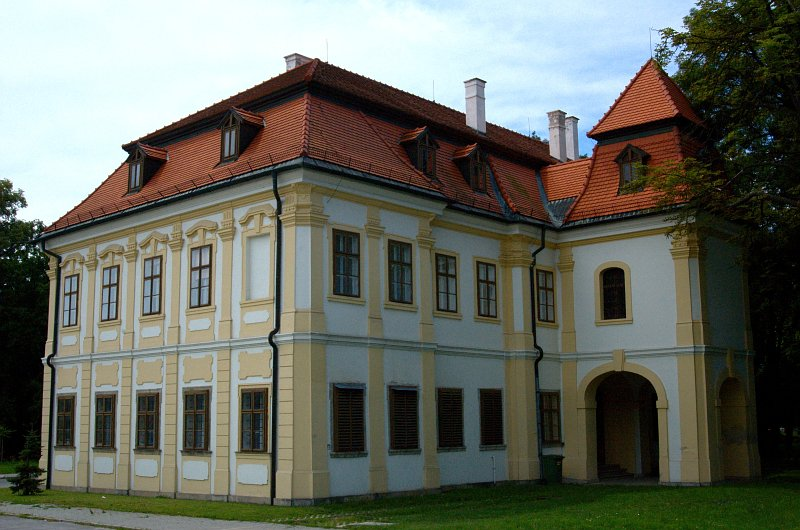
Castello Machatka
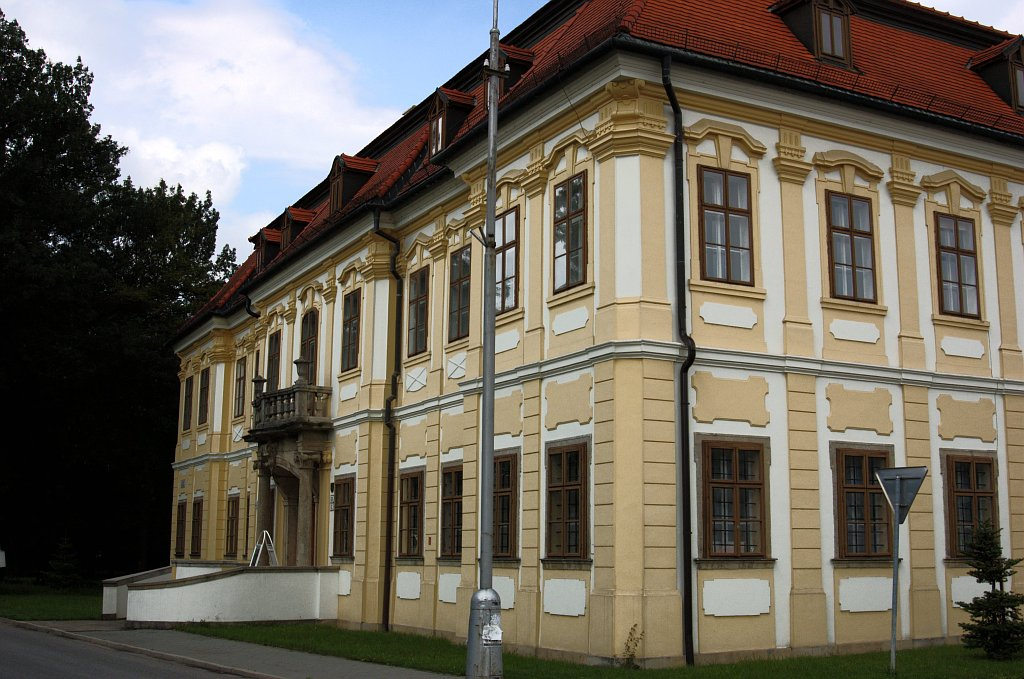
Castello Machatka
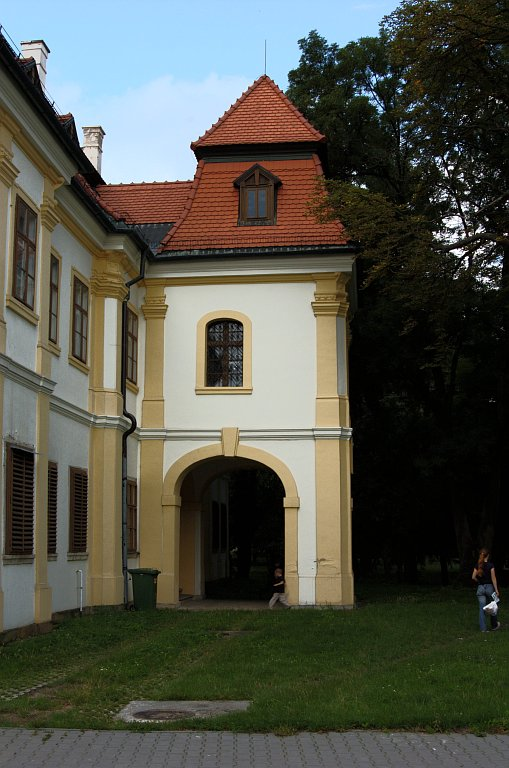
L'ingresso della cappella del castello
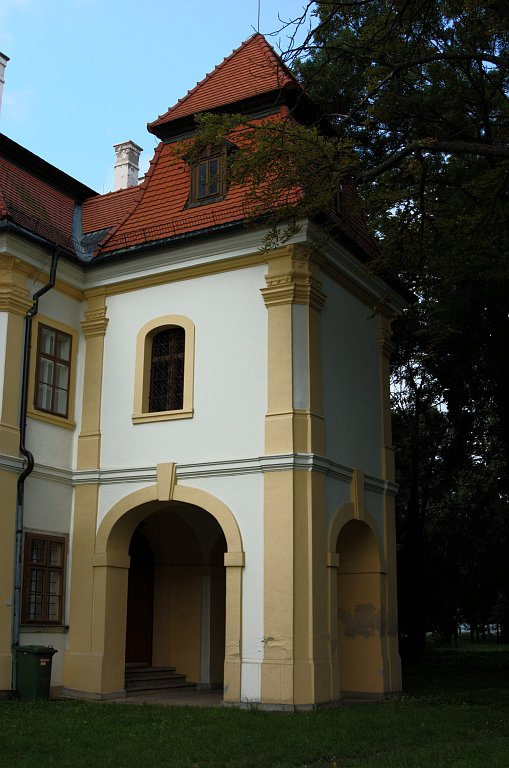
L'ingresso della cappella del castello

## Sport

### Calcio
La squadra principale della città è il Senica.